# دونالد هوروويتز
دونالد هوروويتز (بالإنجليزية: Donald Horowitz)‏ هو محامي أمريكي، ولد في 18 نوفمبر 1936 في نيويورك في الولايات المتحدة.